# Ahoj (Glee)
Ahoj (v anglickém originále Hell-O) je 14. epizoda amerického televizního seriálu Glee. Epizoda se poprvé vysílala 13. dubna 2010 na televizním kanálu Fox. Epizodu napsal Ian Brennan a režíroval Brad Falchuk. V této epizodě se trenérka roztleskávaček Sue Sylvester (Jane Lynch) pokouší sabotovat vztah mezi členy sboru Finnem Hudsonem (Cory Monteith) a Rachel Berry (Lea Michele). Vedoucí sboru Will Schuester (Matthew Morrison) se pokouší navázat vztah se školní výchovnou poradkyní Emmou Pillsbury (Jayma Mays), ale do cesty mu vstoupí několik překážek včetně vedoucí konkurenčního sboru Vocal Adrenaline.
V epizodě se poprvé objeví Idina Menzel jako Shelby Corcoran, vedoucí Vocal Adrenaline a Jonathan Groff jako Jesse St. James, hlavní zpěvák Vocal Adrenaline. Fanoušci Glee se před epizodou shodli, že Menzel musí být obsazena jako Rachelina biologická matka (díky nápadné podobnosti obou hereček). V epizodě zazněly coververze šesti písní, pět z nich bylo vydáno jako singly a jsou dostupné k digitálnímu stahování.
Epizodu sledovalo 13,66 amerických diváků a udělalo to z ní druhou nejsledovanější epizodu seriálu hned po epizodě vysílané po Super Bowlu s názvem "The Sue Sylvester Shuffle”. Epizoda získala smíšené reakce kritiků. Redaktor z Vanity Fair, Brett Berk a redaktor Houston Chronicle, Bobby Hankinson uvedli, že epizoda byla “nahodilá a nerovnoměrná”, zatímco Eric Goldman z IGN poznamenal, že tato epizoda většinou opakovala události z předchozí epizody. David Hinckley z Daily News s tímto hodnocení souhlasil, ale dodal, že vývoj postav je dobrým krokem na delší dobu.

## Děj
Za to, že ji v minulé epizodě vyhodil z její práce v William McKinley High School, začne Sue vydírat ředitele Figginse (Iqbal Theba), aby se mohla vrátit zpět a předá mu jeho kompromitující fotografie, kde je zdrogovaný v posteli se Sue a řekne mu, že pokud ji nevezme zpět, pošle tyto fotky jeho ženě. Ředitel ji tedy umožní se vrátit a Sue pokračuje ve svém plánu, jak zničit školní sbor. Členové sboru, Rachel Berry a Finn Hudson spolu chodí, ačkoliv se Finn ještě nepřenesl přes svou bývalou přítelkyni Quinn Fabray (Dianna Agron). Sue přikáže roztleskávačkám Santaně Lopez (Naya Rivera) a Brittany (Heather Morris), aby svedly Finna. Ten se rozchází s Rachel a jde na rande s Brittany a Santanou, ale nakonec zjišťuje, že chce být s Rachel.
V té samé době potkává Rachel v místní hudební knihovně Jesseho St. Jamese (Jonathan Groff), hlavního zpěváka konkurenčního sboru Vocal Adrenaline. Začnou spolu zpívat písničku od Lionela Richieho "Hello" a Rachel se do něj zamiluje. To se dozví členové sboru a dojdou k závěru, že se Jesse snaží využít Rachel a hrozí jí, že jí vyloučí ze sboru, pokud se s ním nerozejde. Rachel tedy požádá Jesseho, aby udrželi svůj vztah v tajnosti a odmítá Finna, který se zeptá, jestli by s ním nechtěla znovu chodit.
Vedoucí školního sboru, Will Schuester začne chodit se školní výchovnou poradkyní Emmou Pillsbury. Emma ale trpí mysofobií a líbání Willa jí přijde nepříjemné. Připouští, že je ještě panna a žádá Willa, aby brali jejich vztah pomalu. Když spolu tancují, zpívá Will Emmě píseň od Neil Diamonda, "Hello Again". Když o pár nocí později připravuje Emma večeři pro Willa, objeví se v jeho bytě jeho bývalá manželka Terri (Jessalyn Gilsig) a řekne Emmě, že ona a Will na písničku „Hello Again" tancovali na jejich maturitním večírku v roce 1993. To Emmu vytočí.
Na návštěvě v Carmel High School, Will potkává Shelby Corcoran (Idina Menzel), vedoucí sboru Vocal Adrenaline. Skončí s ním v jeho bytě, kde se začnou líbat, ale Will pak není schopen pokračovat a řekne jí o problémech v jeho vztahu. Shelby míní, že když byl Will patnáct let ve vztahu s Terri a okamžitě po rozchodu začal mít nový vztah, tak by si měl vzít také nějaký čas pro sebe. Později v epizodě ji vidíme sledovat polibek mezi Jessem a Rachel.
Později Emma konfrontuje Willa s kopií jeho ročenky ze střední školy, která potvrzuje, že „Hello Again“ byla jeho a Terriina píseň a Will se omlouvá. S Emmou se rozhodnou, že před vztahem dají ještě přednost vyřešit si své osobní problémy. Epizoda končí, když se Emma dívá na New Directions, když zpívají "Hello, Goodbye" od Beatles.

## Seznam písní
- "Hello, I Love You"
- "Gives You Hell"
- "Hello"
- "Hello Again"
- "Highway to Hell"
- "Hello, Goodbye"

## Hrají
- Dianna Agron – Quinn Fabray
- Chris Colfer – Kurt Hummel
- Jane Lynch – Sue Sylvester
- Jayma Mays – Emma Pillsburry
- Kevin McHale – Artie Abrams
- Lea Michele – Rachel Berry
- Cory Monteith – Finn Hudson
- Matthew Morrison – William Schuester
- Amber Riley – Mercedes Jones
- Mark Salling – Noah "Puck" Puckerman
- Jenna Ushkowitz – Tina Cohen-Chang